# 東原産業
東原産業株式会社（ひがしはらさんぎょう、英: HIGASHIHARA CO., LTD）は、道路標識・道路標示の製造・販売、道路施設工事などを行う企業である。
本社は広島県広島市安佐北区安佐町久地に置かれている。

## 沿革
- 1968年 - 創業。
- 1972年5月1日 - 「東原産業株式会社」を設立。
- 2008年 - ISO 9001・JIS Q 9001を取得。

## 事業所
- 本社
  - 広島県広島市安佐北区安佐町久地5-3
- グラフィックルームコンパス
  - 広島県広島市安佐南区大塚西5-3-30-203

## 事業内容
- 道路標識・道路標示・道路情報掲示板等の製造・販売、道路施設工事